# Véhicule d'intervention polyvalent de la gendarmerie
Le véhicule d'intervention polyvalent de la gendarmerie (VIPG), Centaure est un engin blindé équipant la Gendarmerie nationale française. Il remplace le véhicule blindé à roues de la Gendarmerie (VBRG) utilisé depuis les années 1970.
Produit par Soframe, il est dérivé du véhicule d'infanterie ARIVE (Armoured infanty vehicle ou « Véhicule blindé d'infanterie ») conçu par cette société au milieu des années 2010, et fabriqué à environ 1 800 exemplaires.
Les 90 exemplaires commandés ont été livrés entre septembre 2022 et octobre 2024.

## Historique

### Les blindés dans la Gendarmerie
Dès les années 1930, la Gendarmerie s'équipe de véhicules blindés. En 1933 est créée une première unité blindée : le Groupe spécial de garde républicaine mobile à Versailles-Satory. En 1940, le Groupe spécial sert d'unité-cadre pour la formation du 45e bataillon de chars de combat qui participe à la campagne de France.
Après la guerre, différents types de blindés sont utilisés : chars, automitrailleuses et semi-chenillés (half-tracks en anglais). Ils sont principalement destinés aux missions de combat (Défense opérationnelle du territoire ou DOT) ou aux situations extrêmes de rétablissement de l'ordre comme en Algérie. En France métropolitaine, la mise en œuvre des blindés est confiée à des « escadrons mixtes portés-blindés » implantés en province ainsi qu'à une formation centrale basée à Versailles-Satory. Héritière du groupe spécial formé en 1933, cette dernière unité a porté plusieurs dénominations avant de devenir en 1991, le groupement blindé de gendarmerie mobile (GBGM). Le GBGM est chargé notamment de la protection des institutions en cas de crise majeure (comme le putsch des généraux en 1961), du maintien et du rétablissement de l'ordre en contexte « dégradé ou très dégradé » ainsi que de missions de défense opérationnelle du territoire. La Gendarmerie déploie également des blindés en Corse et dans les départements, territoires et communautés d'Outre-mer.
Avec la fin des conflits coloniaux puis de la guerre froide, la mission de combat disparait au profit de celle du maintien et du rétablissement de l'ordre. À partir de 1974, la Gendarmerie acquiert un blindé spécialisé, le Véhicule blindé à roues de la Gendarmerie (sigle VBRG), qui est peint en bleu, en cohérence avec cette mission principale. Par la suite, elle retire progressivement du service ses blindés de combat (chars AMX-13, véhicules de transport de troupes (VTT) AMX-13 VTT, automitrailleuses AML et véhicules de combat VBC-90).
Au début des années 2020, la Gendarmerie ne dispose donc plus que du VBRG et de quelques Véhicules de l'avant blindés (VAB), obtenus auprès de l'armée de Terre en vue de leur emploi en Afghanistan. Ces derniers sont surtout déployés en Nouvelle-Calédonie.

### Règles d'emploi au maintien de l'ordre
L'utilisation des blindés de la Gendarmerie au maintien de l’ordre est soumise à l’autorisation d’engagement du Premier ministre et à l’autorisation d’emploi du préfet de zone de Défense, cette dernière faisant l’objet d’un formalisme défini à l’article R214-3 du CSI.

### Le remplacement des VBRG

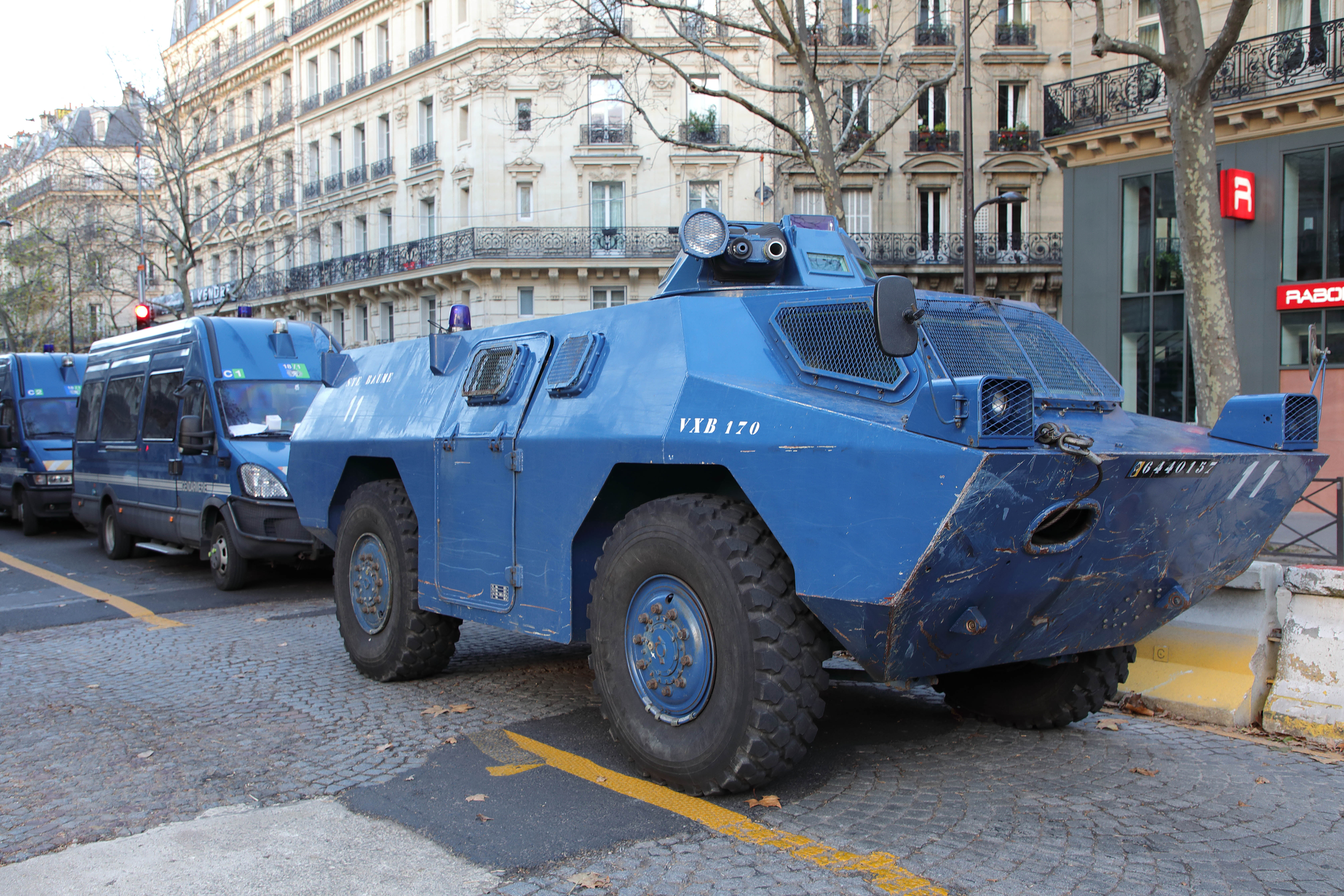
Le véhicule blindé à roues de la Gendarmerie VBRG

Le remplacement du VBRG, est évoqué à de nombreuses reprises à partir du milieu des années 2000. Il fait l'objet de nombreux projets allant de l'achat de machines neuves à la rénovation totale ou partielle de la flotte mais aucun de ces programmes n'aboutit.
Le projet redevient d'actualité à la suite d'événements tels que la crise des Gilets jaunes ou l'affaire de la ZAD de Notre-Dame-des-Landes, qui mobilisent massivement les blindés de la gendarmerie en France métropolitaine. L'option de rénovation totale ou partielle de la flotte étant finalement écartée, c'est la solution du remplacement qui est retenue. Son financement est assuré par le plan de relance mis en œuvre à la suite de la Pandémie de Covid-19,.
Un appel d'offres pour la fourniture de « véhicules blindés maintien de l’ordre » (VBMO), livrables avant 2025 est donc lancé le 19 décembre 2020

## Le Centaure

### Du VBMO au VIPG Centaure

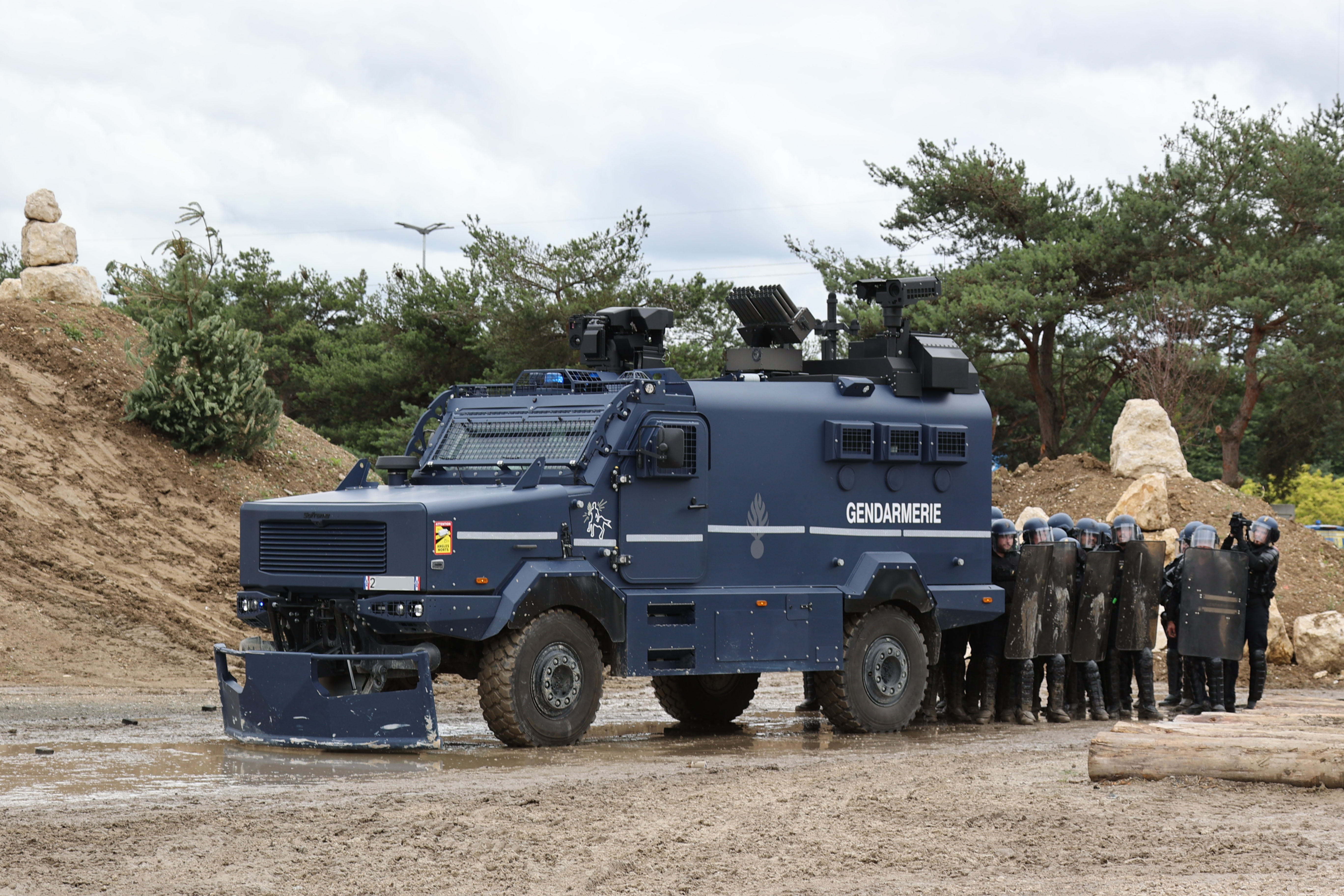
VIPG - démonstration de maintien de l'ordre

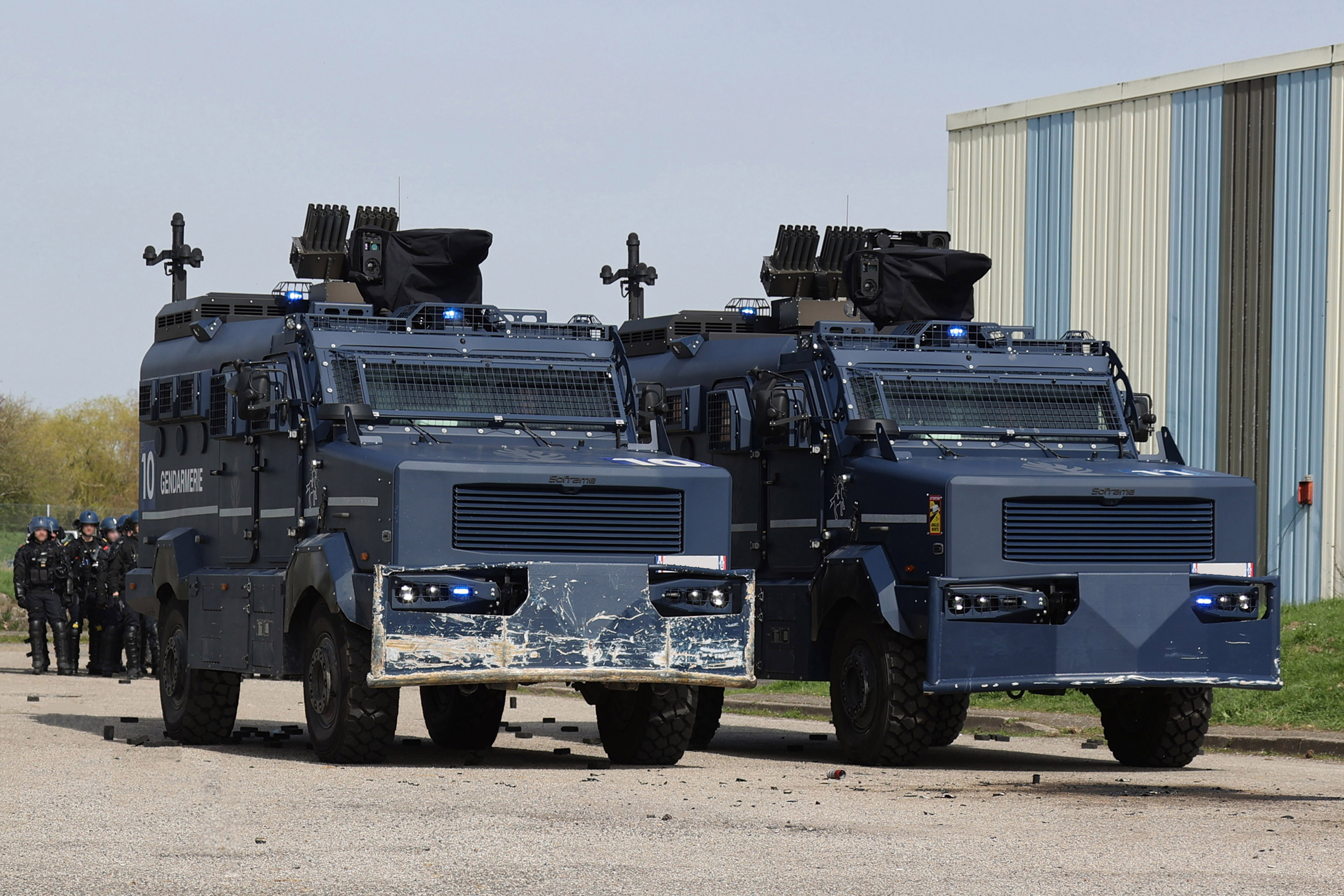
VIPG lors d'une présentation

Le blindé recherché par la Gendarmerie doit être plus polyvalent que le VBRG car son domaine d'utilisation comprend le maintien et le rétablissement de l'ordre, la lutte contre les violences urbaines, l’appui aux missions de sécurité civile (catastrophe naturelle ou industrielle), la défense opérationnelle du territoire et la lutte contre le terrorisme.
Initialement, deux constructeurs semblent favoris : Nexter avec une version du blindé léger Serval déjà commandé par l'Armée de terre  et Arquus avec une version de son Sherpa Light. Mais le 28 octobre 2021, le ministère de l’Intérieur annonce la sélection d'un véhicule proposé par Soframe, filiale du groupe Lohr. La commande concerne 90 blindés - soit 30 de plus que l'effectif des VBRG disponibles à cette date -  avec début des livraisons dès l'année suivante. Le coût total du programme est de 70 millions d'euros.
Le véhicule est baptisé « Centaure » par la Gendarmerie. Le sigle officiel est d'abord VBP pour « véhicule blindé polyvalent », avant d'être changé par la suite en VIPG pour « véhicule d'intervention polyvalent de la gendarmerie ». Ce changement reflète, selon Politis, la plus grande polyvalence du blindé en comparaison avec le VBRG.

### Caractéristiques
Le Centaure est entièrement blindé, au niveau 2 de la norme STANAG 4569. Il est protégé contre les munitions de calibre 7,62 mm, les mines, les engins explosifs improvisés et contre les risques NRBC. Sa masse totale est de 14,5 tonnes.
Le véhicule a quatre roues motrices, ce qui lui permet de franchir un fossé de 90 cm ou de gravir des marches de 40 cm. Il peut également progresser sur une pente inclinée à 40 %, et rouler avec un dévers de 30 %,. Propulsé par un moteur d'une puissance de 330 chevaux, il peut circuler à une vitesse minimum de 3 km/h, et jusqu'à une vitesse maximum 100 km/h, avec une autonomie de 500 km. Il peut transporter sept gendarmes, en plus de son équipage de trois militaires. L'accès se fait par deux portes sur le côté droit, une sur le côté gauche et une rampe d'accès à l'arrière.

### Équipements

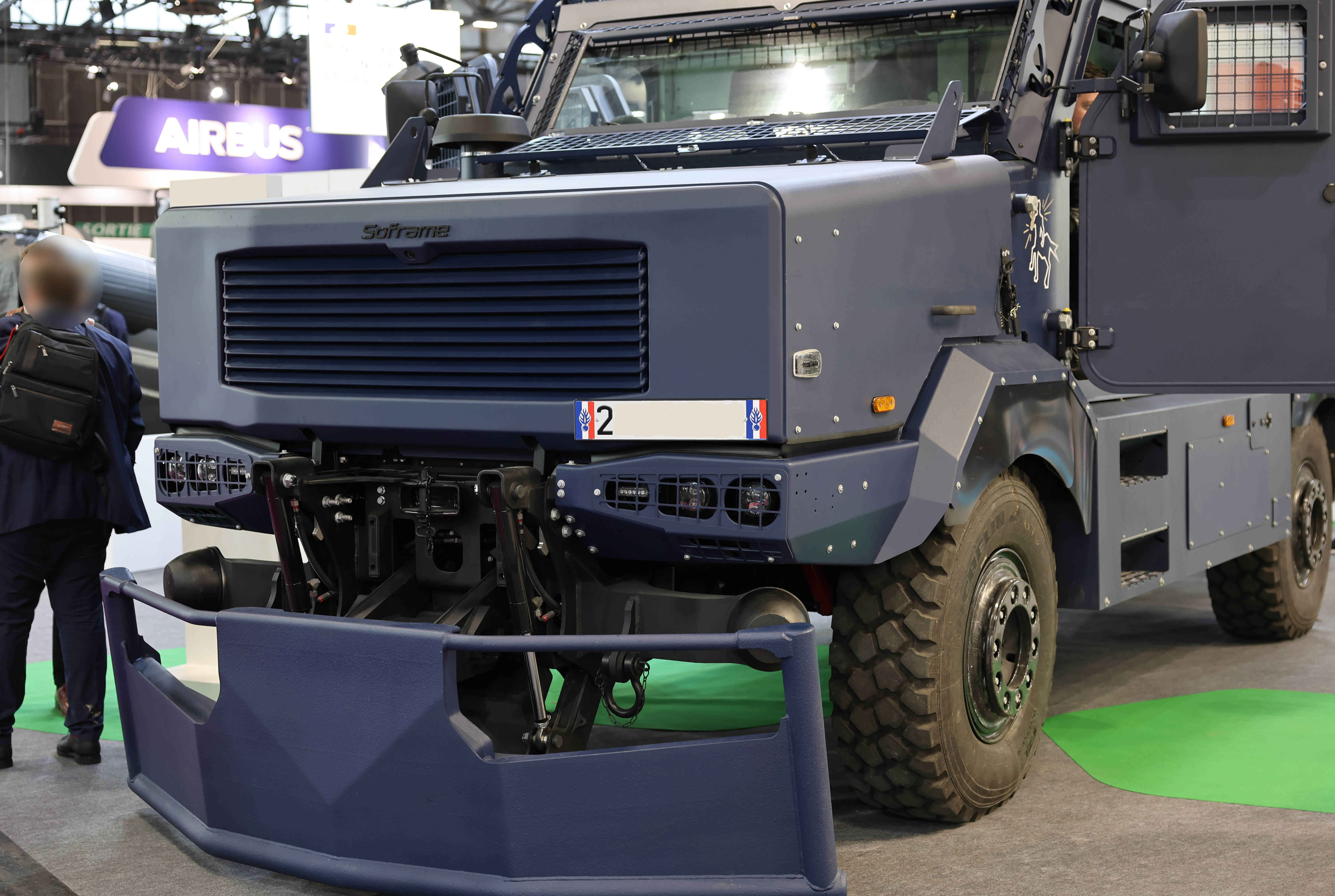
VIPG Centaure avec lame déployée

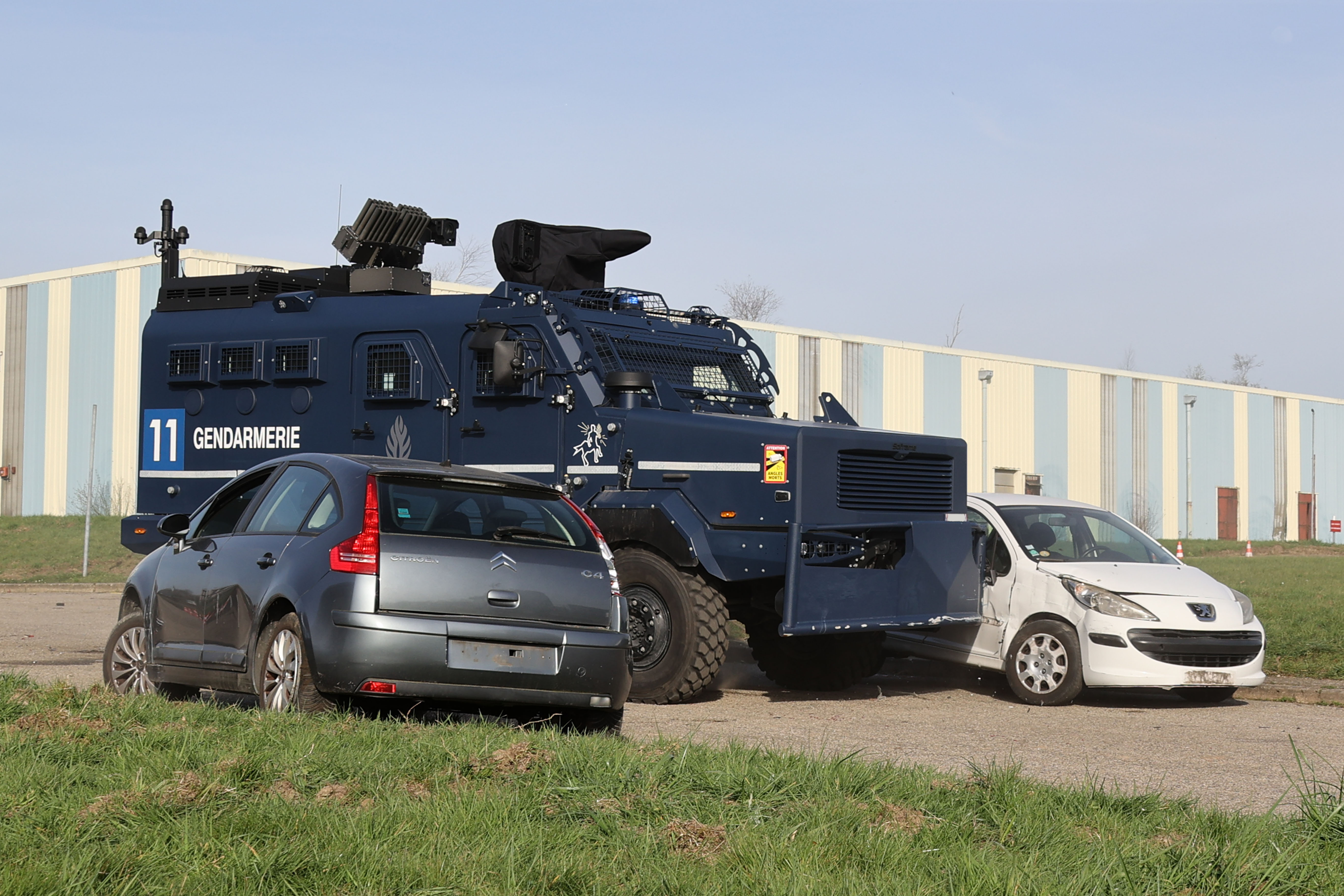
VIPG poussant des véhicules lors d'une présentation

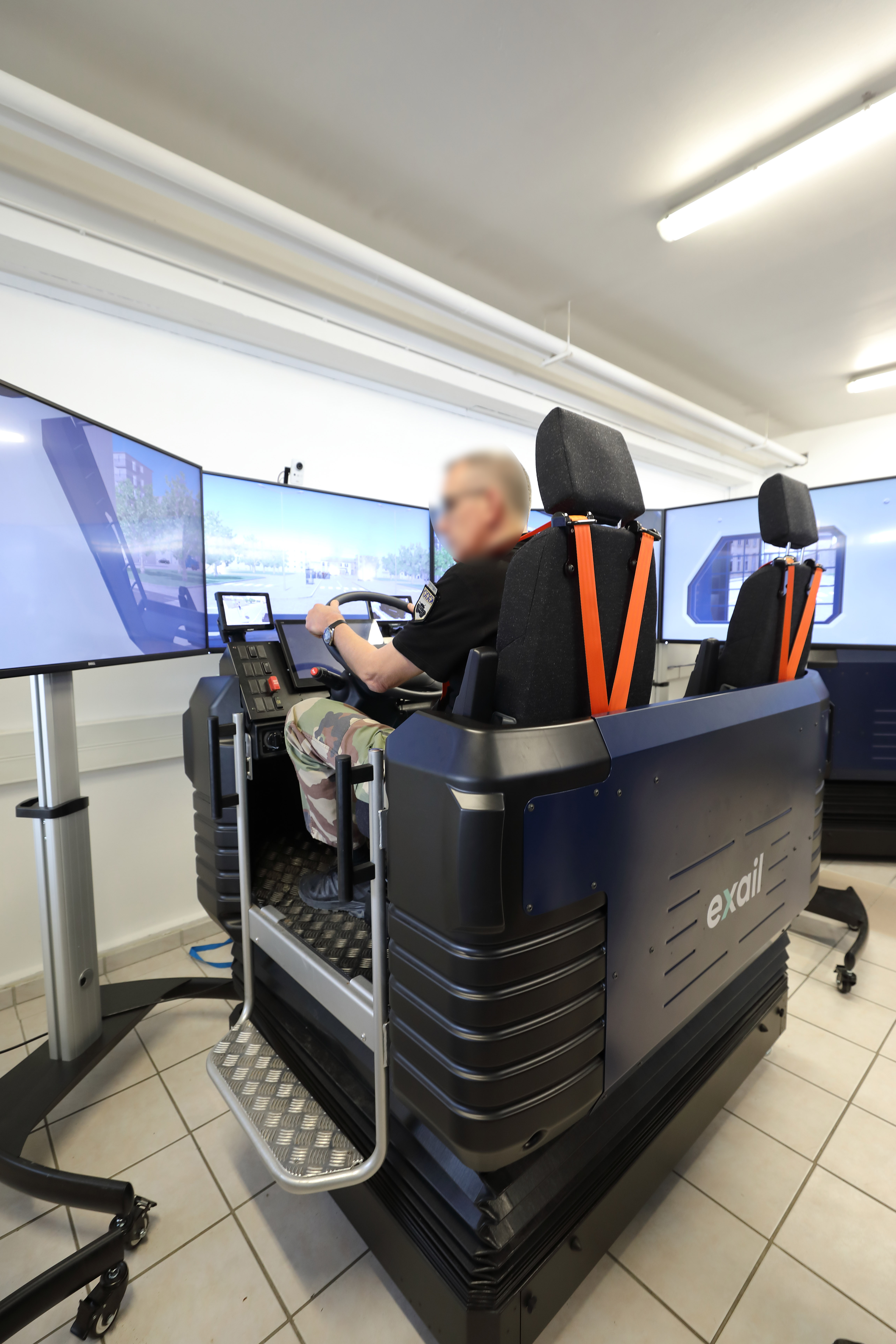
Simulateur VIPG

Le VIPG est équipé d'un tourelleau téléopéré, sur lequel une mitrailleuse FN Herstal MAG 58 peut être montée, principalement lors des opérations extérieures et des missions antiterroristes. Elle est bâchée et partiellement démontée (retrait du canon) lorsqu'elle n'est pas nécessaire (maintien de l'ordre par exemple).
Le Centaure dispose également d'un lance-grenades automatique de 30 coups pouvant tirer des grenades lacrymogènes. Il est équipé, comme les VBRG, d'un système permettant de diffuser une substance lacrymogène dans sa proximité immédiate, pour protéger le véhicule et son personnel d'une attaque extérieure.
Il dispose du système de détection acoustique de tirs adverses Pilar V de Metravib Defence. Il est aussi équipé de nombreux capteurs, permettant de détecter un individu à grande distance, de jour comme de nuit.
Enfin, chaque véhicule est équipé d'une lame mobile, montée sur des vérins hydrauliques, qui lui permet de percuter jusqu'à une vitesse de 30 km/h des obstacles et des véhicules pesant jusqu'à 3,5 t, avant de les pousser pour dégager une voie de circulation,.

### Simulateur

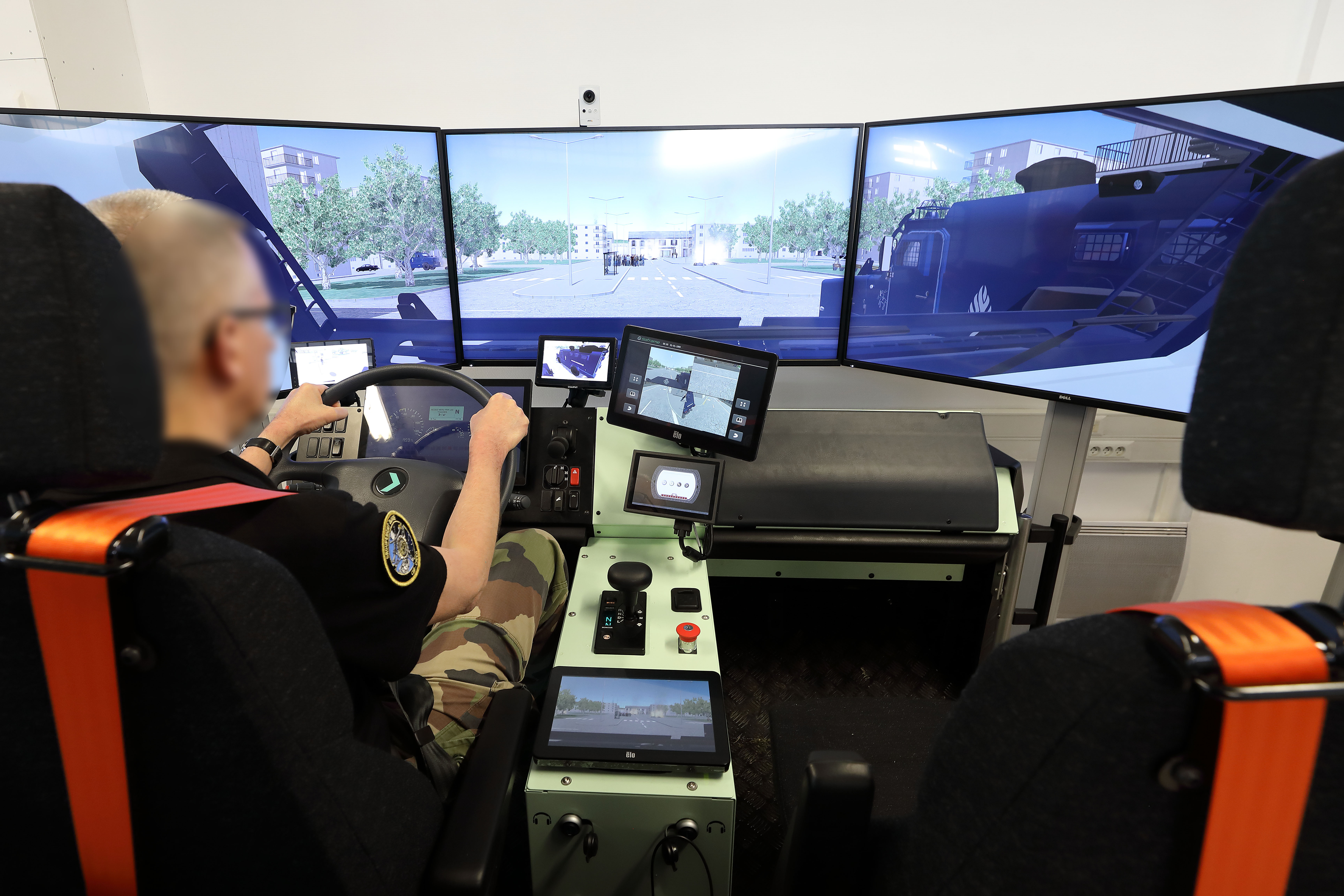
Simulateur VIPG à Satory

La formation des opérateurs est assurée à Satory au moyen d'un système de simulation développé par la société Exail pour un coût d'environ 550 000 euros,.
Le système comprend trois postes de conduite et un poste instructeur. Il permet l'apprentissage de la conduite du véhicule et de la mise en œuvre de ses équipements.
La mise en réseau des postes permet la simulation de l'engagement simultané de plusieurs véhicules.

## Carrière opérationnelle

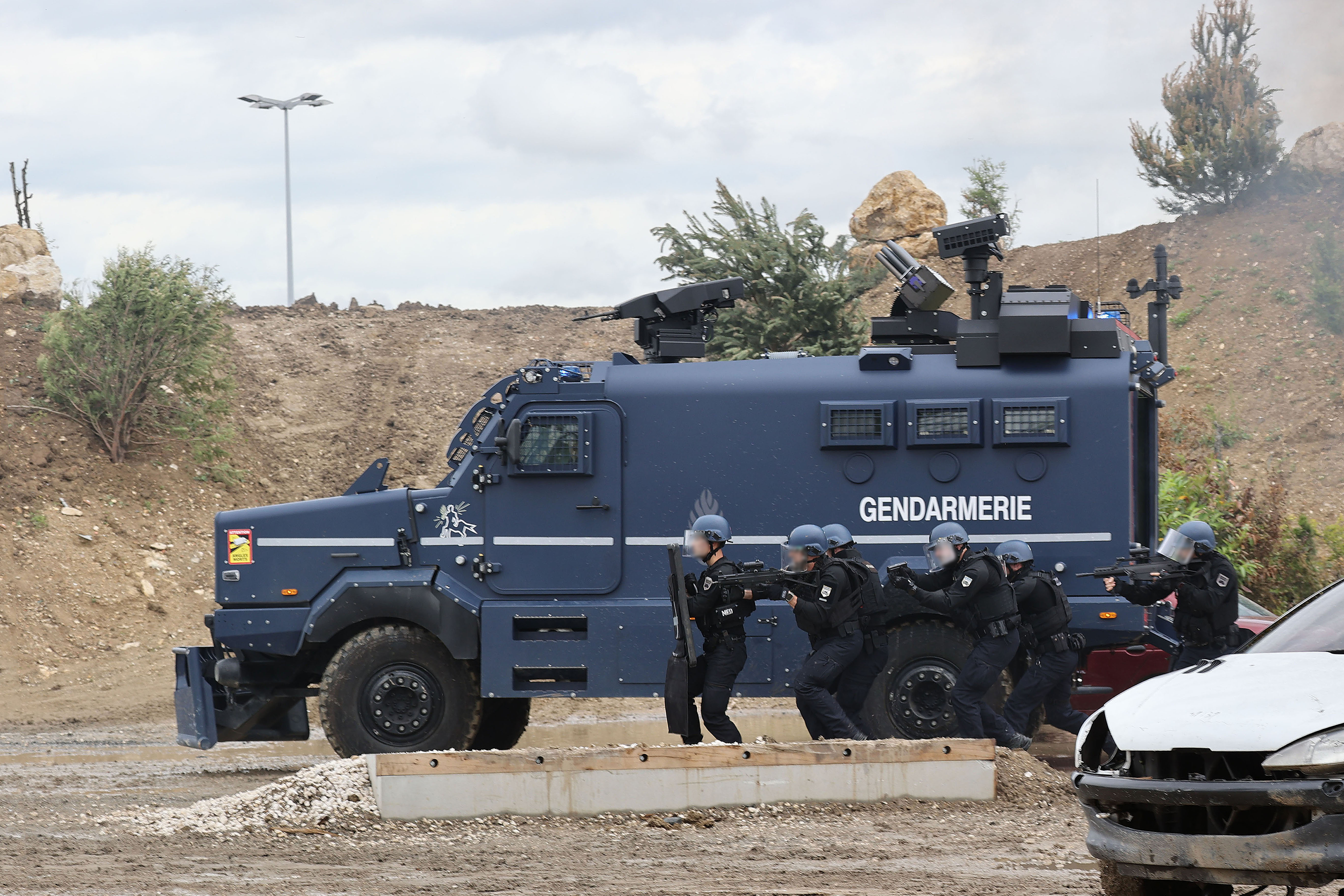
VIPG - démonstration d'antiterrorisme

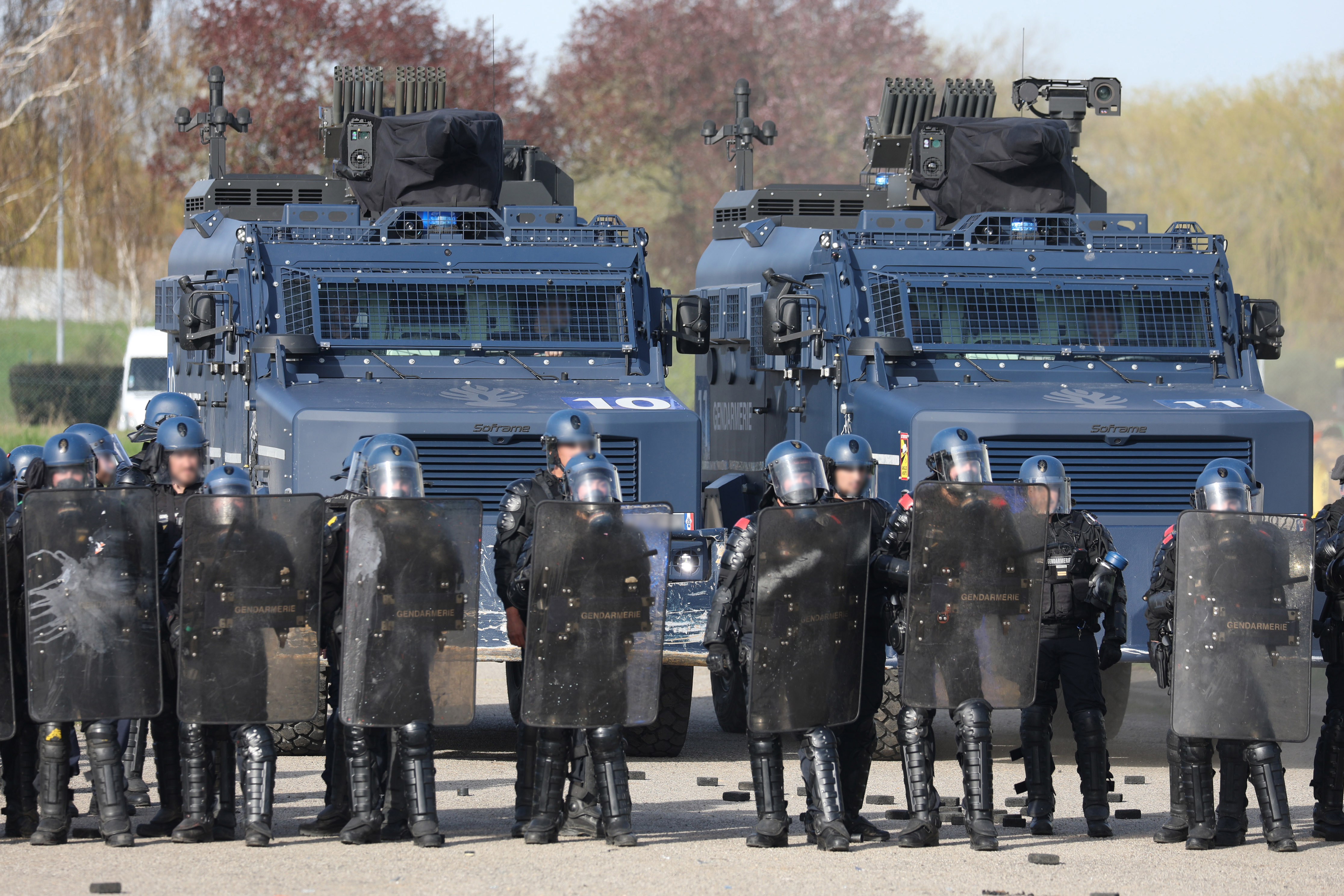
VIPG lors d'une présentation

La Gendarmerie base un tiers de ses engins à Satory, un tiers en province, au sein d'escadrons de gendarmerie mobile ainsi qu'au Centre national d'entrainement des forces de gendarmerie (CNEFG) et le dernier tiers en outre-mer. Ils peuvent être employés de manière autonome ou au sein d'un Dispositif d'intervention augmenté de gendarmerie (DIAG).
Un premier exemplaire opérationnel a été livré le 26 septembre 2022 au Groupement blindé de gendarmerie mobile,. Le dernier exemplaire est livré en octobre 2024 .
Le VIPB connait son premier engagement durant la nuit du 30 juin au 1er juillet 2023, lors des émeutes liées à la mort de Nahel. Ils sont également déployés durant le mouvement des agriculteurs au début de 2024. Peu après, le 18 février 2024, au moins deux VIPG Centaure sont déployés à Saix face à une manifestation contre le projet d'autoroute A69. En mars, deux exemplaires sont mobilisés à La Courneuve après un évènement de violences urbaines.
Le 31 mai 2024, le ministère de l'intérieur annonce l'envoi de 16 engins (dont pour six par avion An-124) pour renforcer les forces de l'ordre sur place à la suite des émeutes de 2024 en Nouvelle-Calédonie,. Certains véhicules auraient subi des pannes de leurs instruments informatiques, dues à la température du climat calédonien.

## Utilisateurs
- France - 90 exemplaires livrés entre octobre 2023 et octobre 2024[25].

## Galerie

Véhicule d'intervention polyvalent de la gendarmerie Centaure
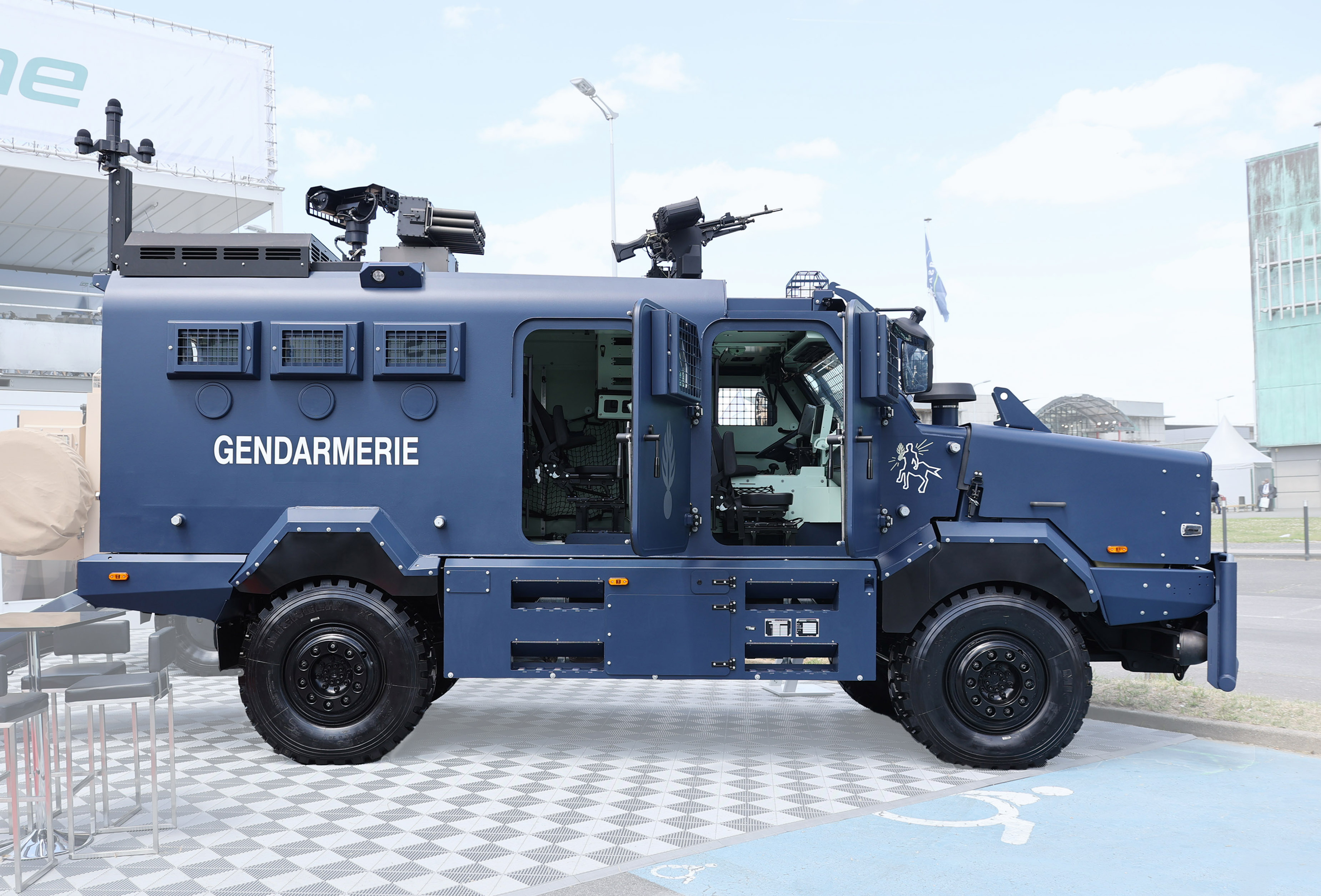
Vue de droite
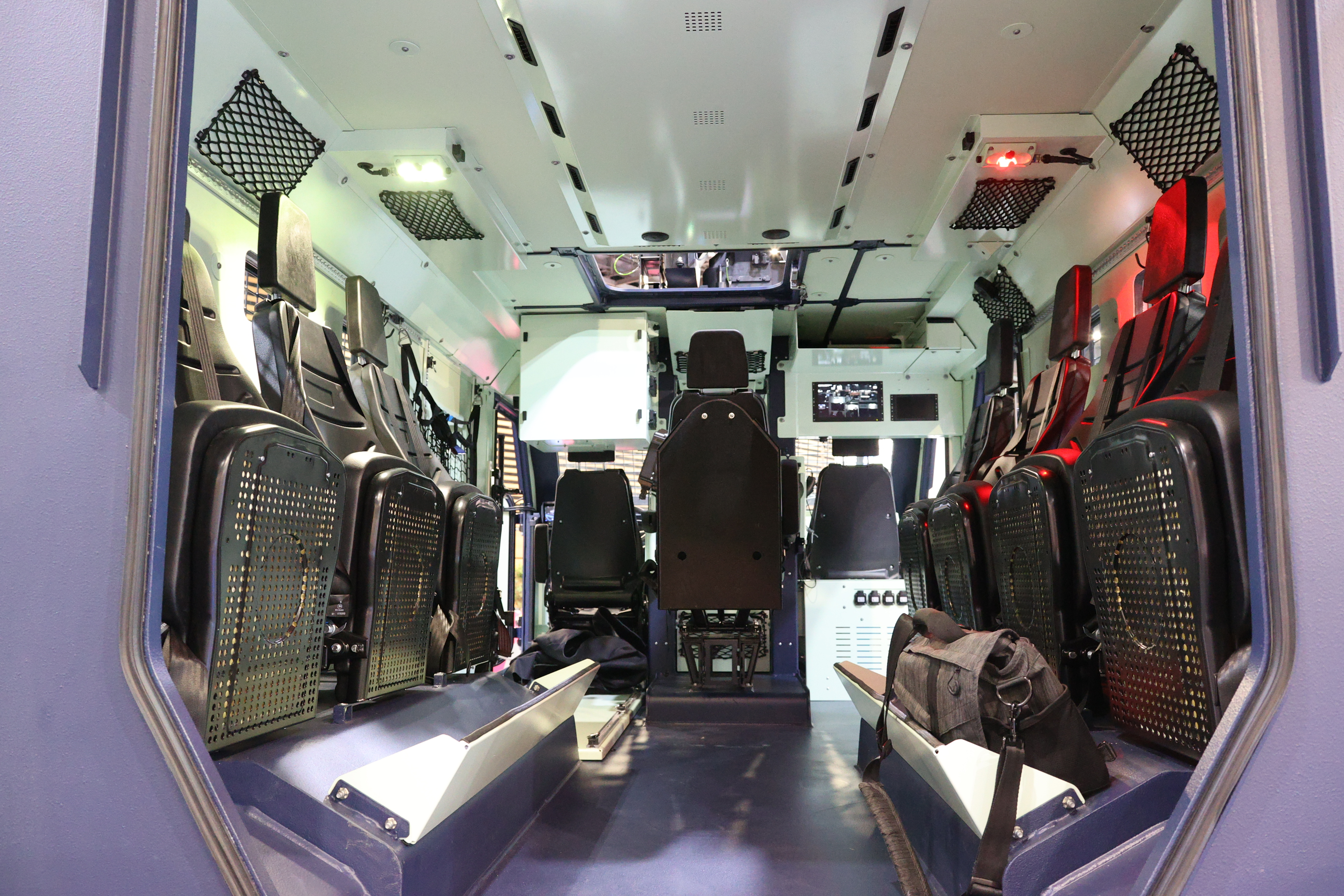
Compartiment du groupe embarqué
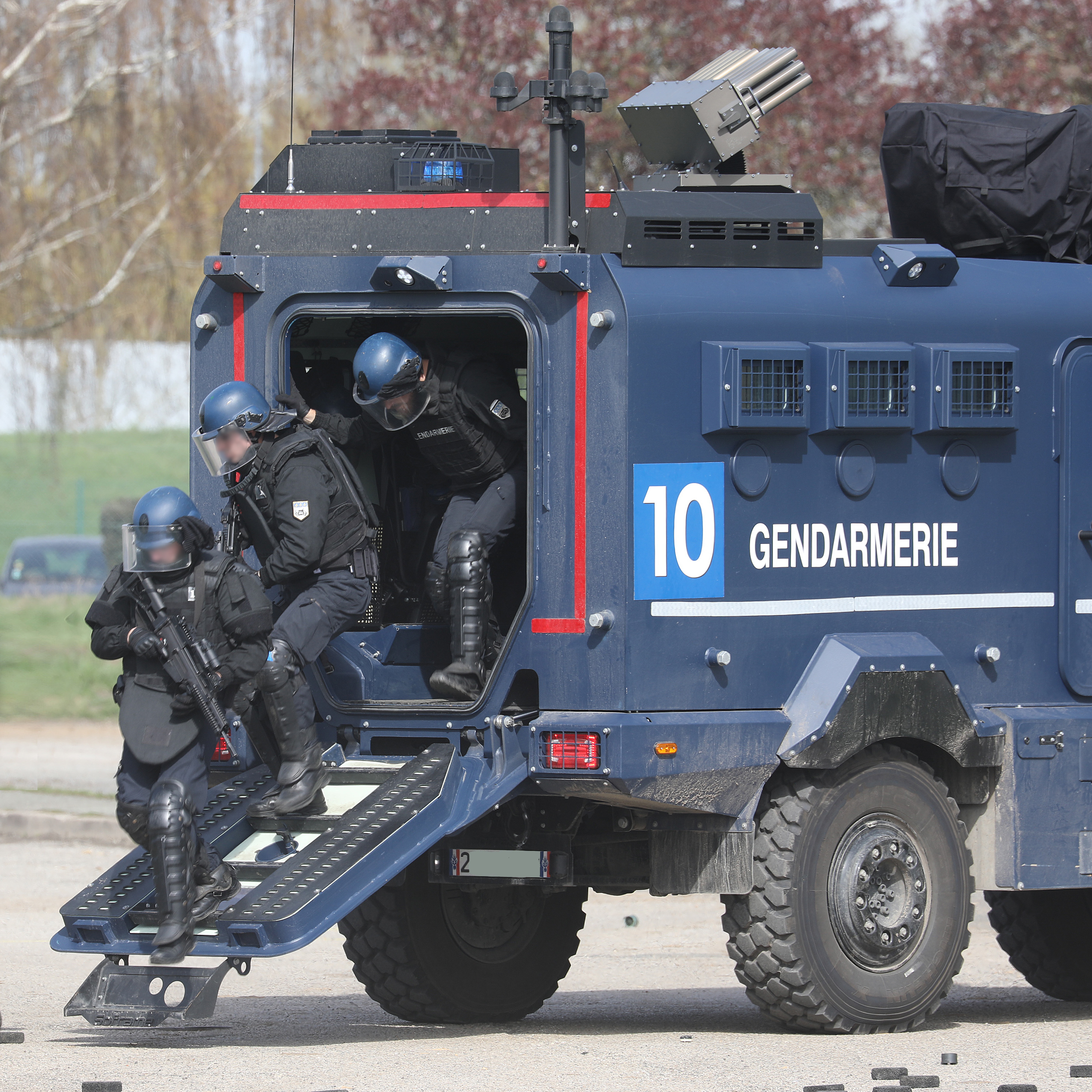
Débarquement
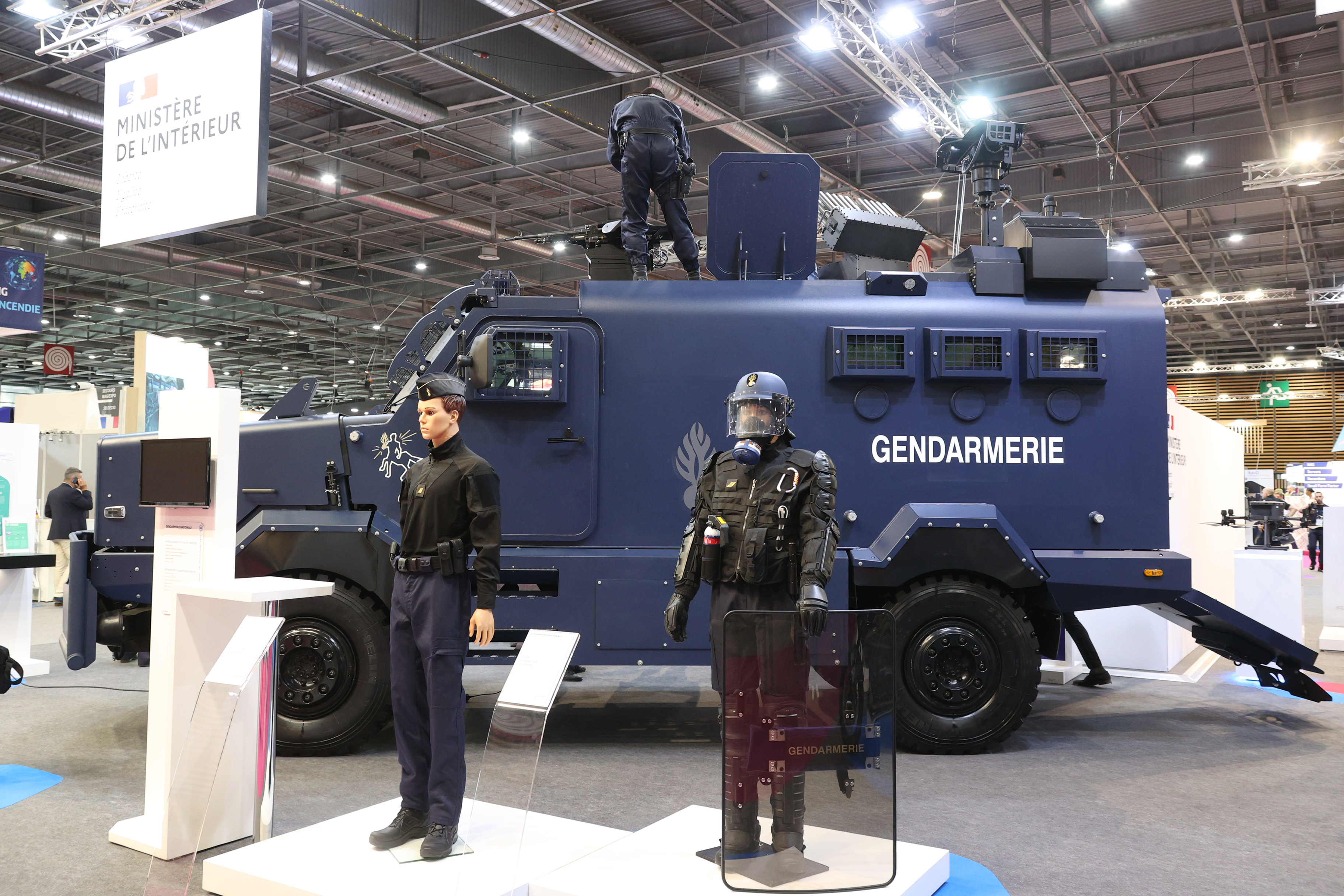
Vue de gauche